# جيمي باول (عازف جاز)
جيمي باول (بالإنجليزية: Jimmy Powell)‏ هو عازف جاز أمريكي، ولد في 24 أكتوبر 1914، وتوفي في 16 فبراير 1994.

## وصلات خارجية
- جيمي باول على موقع ميوزك برينز (الإنجليزية)